# Ardisia capuronii
Ardisia capuronii là một loài thực vật có hoa trong họ Anh thảo. Loài này được Pipoly mô tả khoa học đầu tiên năm 1994.